# قرض التحرير وإعادة الإعمار
قرض التحرير وإعادة الإعمار هو قرض ملياري قدمته هيئة الاستثمار الكويتية للحكومة الكويتية الشرعية في الطائف في المملكة العربية السعودية إبان فترة الاحتلال العراقي للكويت عام 1990. بلغت قيمة القرض نحو 22.191 مليار دينار كويتي (80 مليار دولار أمريكي) من إجمالي 100 مليار دولار تملكها هيئة الاستثمار آن ذاك. لم تقم الحكومة الكويتية بسداد القرض إلا في سبتمبر 2000 حيث سمحت الفوائض المالية التي نتجت من ارتفاع أسعار النفط إلى تمكن الحكومة من السداد٬ وبحلول عام 2008 سددت حكومة دولة الكويت القرض كامل قيمة القرض.